# Öschibach
Der Öschibach ist ein etwa 6,5 Kilometer langer Nebenfluss der Kander, der den Oeschinensee im Berner Oberland entwässert und in Kandersteg in die Kander mündet.

## Geographie

### Verlauf
Der Öschibach ist der Abfluss des Oeschinensees auf etwa 1580 m ü. M. Er speist sich aus mehreren Gletscherbächen im dortigen Kessel von Dündenhorn über Blüemlisalp bis zum Doldenhorn. Aus dem Oeschinensee fliesst er unterirdisch durch die Abriegelung des Sees ab, tritt aber bald darauf wieder ans Tageslicht. Auf seinem relativ kurzen Weg zur Kander fliessen ihm im unbesiedelten Tal einige kleinere Seitenbäche zu, bevor er in Kandersteg in die Kander mündet. Sein Wasser wird zur Trinkwasserversorgung von Kandersteg und zur Stromproduktion genutzt.

### Einzugsgebiet
Das Einzugsgebiet des Baches beträgt etwas über 30 km². Der höchste Punkt im Einzugsgebiet Blüemlisalp liegt auf 3661 m ü. M.

## Auffangbecken
Um das Siedlungsgebiet von Kandersteg von Murgängen und Überschwemmungen im Fall eines Bergsturzes vom Gebiet «Spitze Stei» her zu schützen, wurde im Öschibach 2021 oberhalb des Dorfes ein breites Auffangbecken von mehreren hundert Metern Länge erstellt. Mehrere Meter hohe Dämme schützen das bewohnte Gebiet links und rechts des Bachlaufes. Unterhalb des Beckens wird das Bachbett regelmässig ausgebaggert, um Platz für Wasser und Geschiebe zu schaffen.

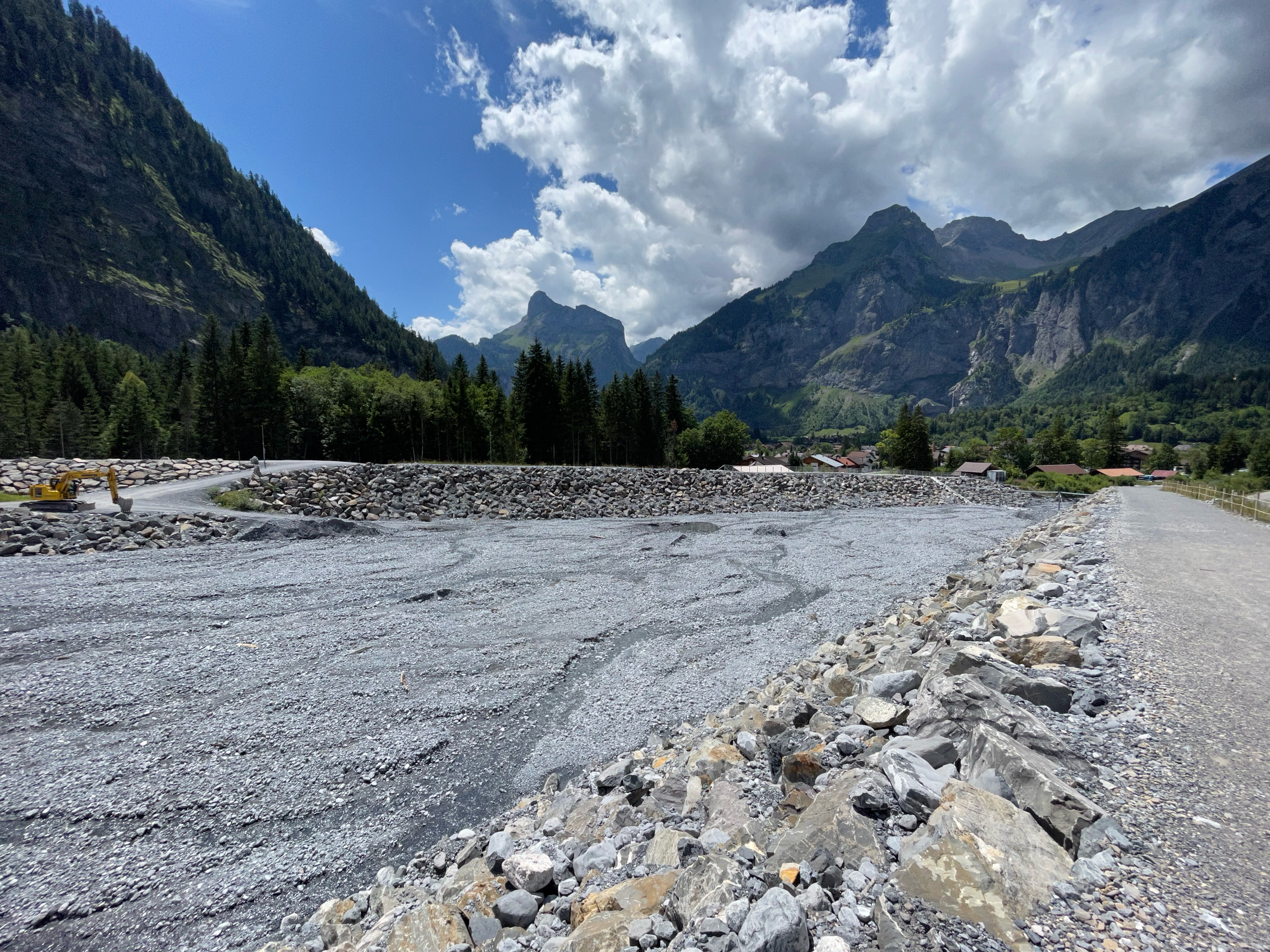
Auffangbecken
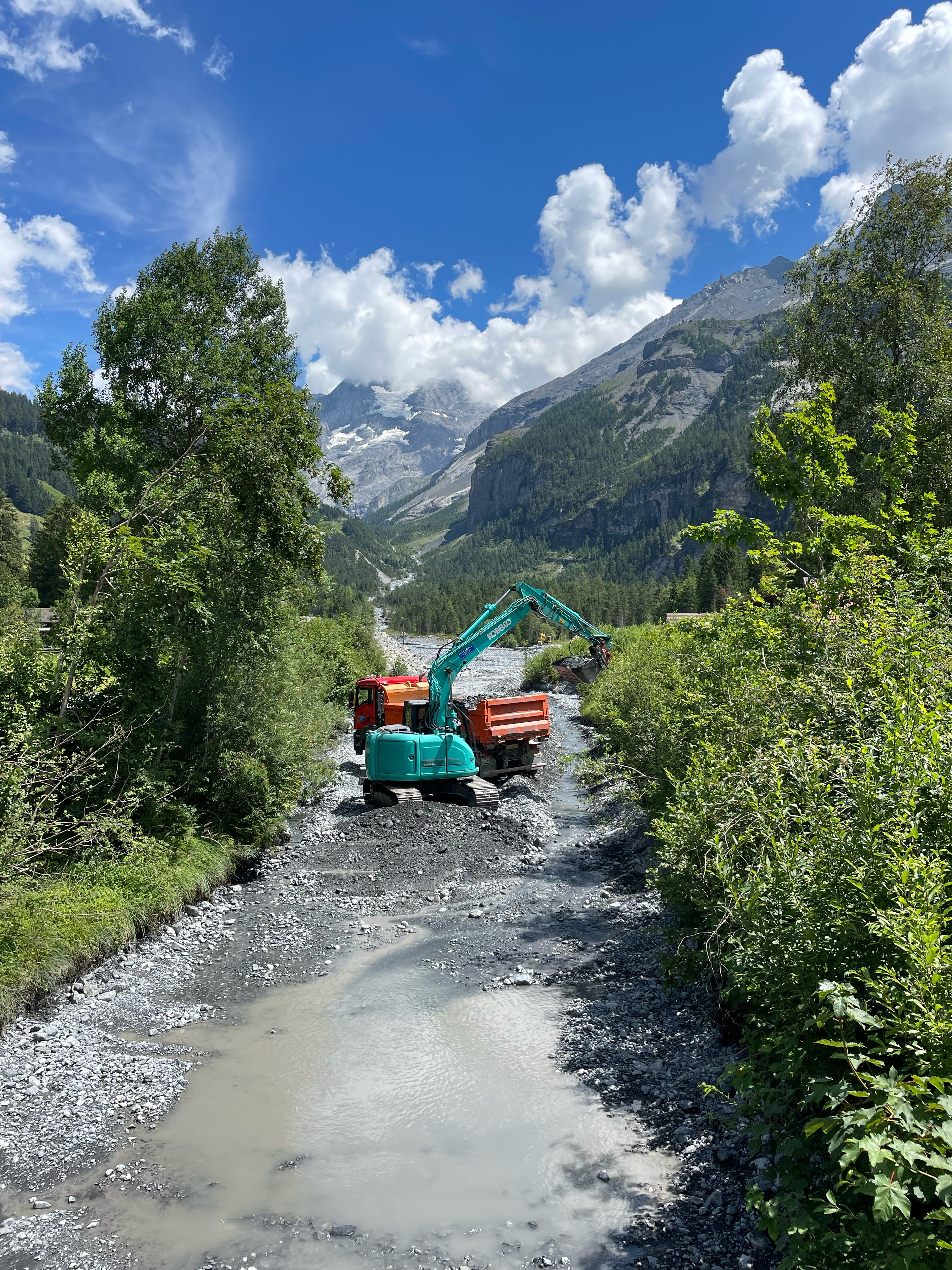
Ausbaggerung unterhalb des Beckens